# Orest Chwolson
Orest Danilovich Khvolson, transcrit plus souvent en français par Chwolson, (en russe : Орест Данилович Хвольсон) (né le 22 novembre 1852 à Saint-Pétersbourg – mort le 11 mai 1934 à Leningrad) est un physicien russe, membre de l'Académie des sciences soviétique (1920).
Il est connu pour être un des premiers à avoir étudié l'effet de lentille gravitationnelle.

## Biographie sommaire
Fils de l’orientaliste Daniel Chwolson, il sortit diplômé de l’Université de Saint-Pétersbourg en 1873 et commença à enseigner dans cet établissement dès 1876. Il y obtint la chaire de physique en 1891. Oreste Chwolson publia plusieurs traités sur l'électricité, le magnétisme, la photométrie et l’actinométrie. Il a conçu un actinomètre et un pyrhéliomètre, qui a longtemps été utilisé par les stations météorologiques russes. À partir de 1896, Chwolson se consacra surtout à compiler ses traités antérieurs pour en faire son célèbre Cours de physique (Курс физики) en cinq tomes, référence des universités russes pendant des années, et qui fut traduit en allemand, français et espagnol.
Sa principale contribution aux sciences physiques et à l'astronomie est le concept de lentille gravitationnelle, déduit de la théorie de la relativité générale, qu'il fit connaître en 1924 dans un article des Astronomische Nachrichten. Cette idée de lentille gravitationnelle ne reçut pourtant que peu d'écho jusqu'à ce qu'en 1936 Albert Einstein l'adopte. Cet effet de lentille gravitationnelle se traduit par la formation d'un halo autour d'un astre à cause de l'action gravifique d'un autre astre (soleil ou galaxie) : on parle de « halo de Chwolson », ou « halo d'Einstein ».
Membre honoraire de l’Académie Soviétique des Sciences, il a été décoré de l’Ordre du Drapeau rouge du Travail. Un cratère (en) de la Lune porte son nom.

## Principales publications
- O. Chwolson, « Über eine mögliche Form fiktiver Doppelsterne », Astronomische Nachrichten, vol. 221, no 20,‎ 1924, p. 329–330 (DOI 10.1002/asna.19242212003, Bibcode 1924AN....221..329C)
- Traité de physique O.-D. Chwolson (traduction du russe de Kurs fiziki par E. Davaux) Paris : A. Hermann, 1906–1928

## Hommage
Le cratère Khvol'son (en) sur la Lune est nommé en son honneur.